# Edward McKeever
Pour les articles homonymes, voir McKeever.
Edward McKeever, né le 27 août 1983, est un kayakiste anglais pratiquant la course en ligne.

## Formation
McKeever obtint une licence en comptabilité et finance de l'université Kingston à Londres.

## Palmarès

### Jeux olympiques
- Jeux olympiques d'été de 2012 à Londres
  -  Médaille d'or en K-1 200 m

### Championnats du monde de canoë-kayak de course en ligne
- 2010 à Poznań
  -  Médaille d'or en K-1 200 m
  -  Médaille d'argent en K-1 4 x 200 m
- 2011 à Szeged
  -  Médaille de bronze en K-1 200 m

### Championnats d'Europe de canoë-kayak de course en ligne
- 2010 à Trasona
  -  Médaille d'or en K-1 200 m
- 2011 à Belgrade
  -  Médaille de bronze en K-1 200 m